# Saud Abdulhamid
Saud Abdullah Salem Abdulhamid, född 18 juli 1999 i Jidda, är en saudisk fotbollsspelare som spelar för Al-Hilal och Saudiarabiens landslag.

## Landslagskarriär
Abdulhamid debuterade för Saudiarabiens landslag den 5 september 2019 i en 1–1-match mot Mali, där han blev inbytt i halvtid mot Hamdan Al-Shamrani. Abdulhamid har varit en del av Saudiarabiens trupp vid OS 2021 i Tokyo och VM 2022 i Qatar.